# Eleições estaduais no Amazonas em 2022
As eleições estaduais no Amazonas em 2022 foram realizadas em 2 de outubro, como parte das eleições gerais brasileiras no Distrito Federal e em 26 estados, para eleger um governador e vice-governador, um senador e dois suplentes de senador, 8 deputados federais e 24 estaduais. Na eleição para o executivo, o então governador Wilson Lima (UNIÃO) terminou em primeiro lugar com 42,82% dos votos, seguido pelo então senador Eduardo Braga (MDB) com 20,99%. Como nenhum dos candidatos a governador obtiveram mais da metade dos votos válidos, um segundo turno foi realizado em 30 de outubro, na qual Wilson foi reeleito governador do Amazonas com mais de 56,65% dos votos, enquanto Eduardo ficou em último lugar com 43,35%. Pela Constituição, o governador foi eleito para um mandato de quatro anos a se iniciar em 1.º de janeiro de 2023, e com a aprovação da Emenda Constitucional nº 111, terá seu término em 06 de janeiro de 2027.
Para a eleição ao Senado Federal, o então senador Omar Aziz (PSD) foi reeleito com 41,42% dos votos, o candidato Coronel Menezes (PL) ficou em segundo lugar, com 38,98% dos votos válidos.

## Candidatos ao governo do Amazonas

### Primeiro turno
| Candidato(a) a governador(a)                                                          | Candidato(a) a governador(a)                                                          | Candidato(a) a governador(a)                                                          | Candidato(a) a vice-governador(a)                                                     | Nº                                                                                    | Coligação /Federação                                                                  | Tempo de horário eleitoral |
| ------------------------------------------------------------------------------------- | ------------------------------------------------------------------------------------- | ------------------------------------------------------------------------------------- | ------------------------------------------------------------------------------------- | ------------------------------------------------------------------------------------- | ------------------------------------------------------------------------------------- | -------------------------- |
|                                                                                       |                                                                                       | Eduardo Braga MDB                                                                     | Anne Moura PT                                                                         | 15                                                                                    | Em Defesa da Vida MDB, FE Brasil (PT, PV e PCdoB), PSD                                | 2:43                       |
|                                                                                       |                                                                                       | Wilson Lima UNIÃO                                                                     | Tadeu de Souza Avante                                                                 | 44                                                                                    | Aqui é Trabalho UNIÃO, PL, Patriota, PTB, Republicanos, Avante, PSC, PRTB, PP, PMN    | 3:51                       |
|                                                                                       |                                                                                       | Dr Israel Tuyuka PSOL                                                                 | Thomaz Barbosa PSOL                                                                   | 50                                                                                    | Sem coligação Federação PSOL REDE                                                     | 0:20                       |
|                                                                                       |                                                                                       | Henrique Oliveira PODE                                                                | Edward Malta PROS                                                                     | 19                                                                                    | O Amazonas Pode Mais PODE, PROS                                                       | 0:36                       |
|                                                                                       |                                                                                       | Amazonino Mendes Cidadania                                                            | Beto Michiles PSDB                                                                    | 23                                                                                    | Sem coligação Federação PSDB Cidadania                                                | 0:49                       |
|                                                                                       |                                                                                       | Carol Braz PDT                                                                        | Engenheiro Machadão PDT                                                               | 12                                                                                    | Sem coligação PDT                                                                     | 0:39                       |
|                                                                                       |                                                                                       | Ricardo Nicolau Solidariedade                                                         | Cristiane Balieiro PSB                                                                | 77                                                                                    | Nós, o Povo Solidariedade, PSB                                                        | 0:58                       |
|                                                                                       |                                                                                       | Nair Blair Agir                                                                       | Rita Nobre Agir                                                                       | 36                                                                                    | Sem coligação Agir                                                                    | Não possui                 |
| Apresentação de acordo com a ordem da propaganda eleitoral e representação partidária | Apresentação de acordo com a ordem da propaganda eleitoral e representação partidária | Apresentação de acordo com a ordem da propaganda eleitoral e representação partidária | Apresentação de acordo com a ordem da propaganda eleitoral e representação partidária | Apresentação de acordo com a ordem da propaganda eleitoral e representação partidária | Apresentação de acordo com a ordem da propaganda eleitoral e representação partidária | Sobras: 0:04               |

### Segundo turno
| Candidato a governador                                                                | Candidato a governador                                                                | Candidato a governador                                                                | Candidato(a) a vice-governador(a)                                                     | Nº                                                                                    | Coligação /Federação                                                                  | Tempo de horário eleitoral |
| ------------------------------------------------------------------------------------- | ------------------------------------------------------------------------------------- | ------------------------------------------------------------------------------------- | ------------------------------------------------------------------------------------- | ------------------------------------------------------------------------------------- | ------------------------------------------------------------------------------------- | -------------------------- |
|                                                                                       |                                                                                       | Wilson Lima UNIÃO                                                                     | Tadeu de Souza Avante                                                                 | 44                                                                                    | Aqui é Trabalho UNIÃO, PL, Patriota, PTB, Republicanos, Avante, PSC, PRTB, PP, PMN    | 5:00                       |
|                                                                                       |                                                                                       | Eduardo Braga MDB                                                                     | Anne Moura PT                                                                         | 15                                                                                    | Em Defesa da Vida MDB, FE Brasil (PT, PV e PCdoB), PSD                                | 5:00                       |
| Apresentação de acordo com a ordem da propaganda eleitoral e representação partidária | Apresentação de acordo com a ordem da propaganda eleitoral e representação partidária | Apresentação de acordo com a ordem da propaganda eleitoral e representação partidária | Apresentação de acordo com a ordem da propaganda eleitoral e representação partidária | Apresentação de acordo com a ordem da propaganda eleitoral e representação partidária | Apresentação de acordo com a ordem da propaganda eleitoral e representação partidária | Sobras: 0:00               |

## Candidatos ao Senado Federal
| Candidato(a) a senador(a)                             | Candidato(a) a senador(a)                             | Candidato(a) a senador(a)                             | Candidatos a suplente                                               | Nº                                                    | Coligação /Federação                                                       | Tempo de horário eleitoral |
| ----------------------------------------------------- | ----------------------------------------------------- | ----------------------------------------------------- | ------------------------------------------------------------------- | ----------------------------------------------------- | -------------------------------------------------------------------------- | -------------------------- |
|                                                       |                                                       | Coronel Menezes PL                                    | 1º: Fred Melo (PL) 2º: Natalino Masiero (PL)                        | 222                                                   | Aqui é Trabalho PL, UNIÃO, Patriota, PTB, Republicanos, PSC, PRTB, PP, PMN | 2:02                       |
|                                                       |                                                       | Luiz Castro PDT                                       | 1º: Professora Fran (PDT) 2º: Madalena Silva (PDT)                  | 123                                                   | Sem coligação PDT                                                          | 0:21                       |
|                                                       |                                                       | Marília Freire PSOL                                   | 1º: Wal Máximo (PSOL) 2º: Ana Maria Guimarães (PSOL)                | 500                                                   | Sem coligação Federação PSOL REDE                                          | 0:11                       |
|                                                       |                                                       | Omar Aziz PSD                                         | 1º: Cheila Moreira (PT) 2º: João Pedro (PT)                         | 555                                                   | Em Defesa da Vida PSD, FE Brasil (PT, PV e PCdoB), MDB                     | 1:26                       |
|                                                       |                                                       | Arthur Neto PSDB                                      | 1º: Maria do Carmo (PSDB) 2º: Dr. Paulo Cezar (PSDB)                | 451                                                   | Sem coligação Federação PSDB Cidadania                                     | 0:26                       |
|                                                       |                                                       | Bessa Solidariedade                                   | 1º: Adalberto Maia (Solidariedade) 2º: Katte Millet (Solidariedade) | 777                                                   | Nós, o Povo Solidariedade, PSB                                             | 0:31                       |
|                                                       |                                                       | Chico Preto Avante                                    | 1º: Coronel Nero (Avante) 2º: Tenente Rosemere (Avante)             | 700                                                   | Sem coligação Avante                                                       | Não possui                 |
|                                                       |                                                       | Pastor Peter Miranda Agir                             | 1º: Cândido Honório (Agir) 2º: Coronel Itamar (Agir)                | 361                                                   | Sem coligação Agir                                                         | Não possui                 |
| Apresentação de acordo com a representação partidária | Apresentação de acordo com a representação partidária | Apresentação de acordo com a representação partidária | Apresentação de acordo com a representação partidária               | Apresentação de acordo com a representação partidária | Apresentação de acordo com a representação partidária                      | Sobras: 0:03               |

## Pesquisas

### Para governador

#### Primeiro turno
| Período     | Instituto                                   | Amostragem | Wilson (UNIÃO) | Amazonino (Cidadania) | Braga (MDB) | Nicolau (Solidariedade) | Carol (PDT) | Henrique (PODE) | Blair (Agir) | Tuyuka (PSOL) | B/N  | NS/NR | Vantagem |    |    |    |    |    |        |
| ----------- | ------------------------------------------- | ---------- | -------------- | --------------------- | ----------- | ----------------------- | ----------- | --------------- | ------------ | ------------- | ---- | ----- | -------- | -- | -- | -- | -- | -- | ------ |
| Período     | Instituto                                   | Amostragem | 21-23/08       | IPEC AM-06012/2022    | 800         | 30%                     | 30%         | 16%             | 5%           | 2%            | B/N  | NS/NR | Vantagem | 2% | 1% | 0% | 9% | 6% | Empate |
| 26-27/08    | Perspectiva Mercado e Opinião AM-07370/2022 | 1 500      | 28,3%          | 26,8%                 | 21,5%       | 6,3%                    | 2,3%        | 2,3%            | 0,1%         | 0,3%          | 5,5% | 6,7%  | 1,5%     |    |    |    |    |    |        |
| 27/08-02/09 | Pontual Pesquisas AM-06508/2022             | 2 318      | 32,7%          | 26,5%                 | 14,9%       | 3,5%                    | 2,3%        | 1,5%            | 0,9%         | 0,7%          | 9,5% | 7,5%  | 6,2%     |    |    |    |    |    |        |
| 06-08/09    | Perspectiva Mercado e Opinião AM-02687/2022 | 1 500      | 29,8%          | 24,8%                 | 20,9%       | 7,2%                    | 3,1%        | 2,2%            | 0,3%         | 0,5%          | 5,8% | 5,6%  | 5%       |    |    |    |    |    |        |
| 03-09/09    | Eficaz AM-09541/2022                        | 2 007      | 29,9%          | 26,5%                 | 15,8%       | 4,6%                    | 2,6%        | 1,5%            | 0,4%         | 0,6%          | 9,9% | 8,1%  | 3,4%     |    |    |    |    |    |        |
| 10-12/09    | RealTime Big Data AM-04749/2022             | 1 000      | 34%            | 29%                   | 16%         | 5%                      | 2%          | 2%              | 0%           | 0%            | 5%   | 7%    | 5%       |    |    |    |    |    |        |
| 07-11/09    | Quaest AM-08471/2022                        | 1 200      | 35%            | 27%                   | 21%         | 5%                      | 2%          | 1%              | 0%           | 1%            | 5%   | 3%    | 8%       |    |    |    |    |    |        |
| 14-16/09    | IPEC AM-01902/2022                          | 800        | 34%            | 26%                   | 17%         | 6%                      | 3%          | 2%              | 0%           | 1%            | 7%   | 4%    | 8%       |    |    |    |    |    |        |
| 18-20/09    | Perspectiva Mercado e Opinião AM-08091/2022 | 1 500      | 33,4%          | 23,1%                 | 22,4%       | 5,1%                    | 2,5%        | 1,2%            | 0,2%         | 0,7%          | 4,7% | 6,9%  | 10,3%    |    |    |    |    |    |        |
| 19-25/09    | Pontual Pesquisas AM-04218/2022             | 1 996      | 35%            | 24,8%                 | 17%         | 5,4%                    | 3,3%        | 1,2%            | —            | 0,4%          | 6,3% | 6,6%  | 10,2%    |    |    |    |    |    |        |
| 26-27/09    | RealTime Big Data AM-05256/2022             | 1 000      | 36%            | 25%                   | 17%         | 7%                      | 3%          | 3%              | 0%           | 0%            | 5%   | 4%    | 11%      |    |    |    |    |    |        |
| 26-29/09    | IPEC AM-08897/2022                          | 800        | 38%            | 28%                   | 19%         | 8%                      | 5%          | 1%              | 0%           | 1%            | 8%   | 4%    | 10%      |    |    |    |    |    |        |
| 22-27/09    | Pontual Pesquisas AM-06140/2022             | 1 996      | 36,1%          | 22,5%                 | 19,2%       | 7,8%                    | 3,2%        | 1%              | —            | 0,7%          | 4,1% | 5,4%  | 13,6%    |    |    |    |    |    |        |
| 28-30/09    | Perspectiva Mercado e Opinião AM-08083/2022 | 1 500      | 29,8%          | 17,3%                 | 18%         | 7,3%                    | 1,9%        | 1%              | 0,1%         | 0,2%          | 4,4% | 20,1% | 12,5%    |    |    |    |    |    |        |

#### Segundo turno
| Período  | Instituto                                   | Amostragem | Wilson (UNIÃO) | Braga (MDB)                                 | B/N  | NS/NR | Vantagem |       |       |       |      |      |     |
| -------- | ------------------------------------------- | ---------- | -------------- | ------------------------------------------- | ---- | ----- | -------- | ----- | ----- | ----- | ---- | ---- | --- |
| Período  | Instituto                                   | Amostragem | 03-07/10       | Perspectiva Mercado e Opinião AM-07993/2022 | B/N  | NS/NR | Vantagem | 2 300 | 50,5% | 40,5% | 4,6% | 4,4% | 10% |
| 07-08/10 | RealTime Big Data AM-05951/2022             | 1 000      | 48%            | 40%                                         | 9%   | 3%    | 8%       |       |       |       |      |      |     |
| 14-15/10 | RealTime Big Data AM-08416/2022             | 1 000      | 53%            | 39%                                         | 6%   | 2%    | 14%      |       |       |       |      |      |     |
| 17-19/10 | IPEC AM-03931/2022                          | 800        | 53%            | 41%                                         | 4%   | 2%    | 12%      |       |       |       |      |      |     |
| 15-20/10 | Eficaz AM-09528/2022                        | 2 027      | 51,7%          | 36,5%                                       | 9,8% | 2%    | 15,2%    |       |       |       |      |      |     |
| 17-20/10 | Perspectiva Mercado e Opinião AM-04669/2022 | 2 300      | 51,9%          | 40,2%                                       | 4,3% | 3,6%  | 11,7%    |       |       |       |      |      |     |
| 16-20/10 | Ideia AM-06125/2022                         | 2 000      | 47%            | 40%                                         | 6%   | 7%    | 7%       |       |       |       |      |      |     |
| 21-25/10 | Paraná Pesquisas AM-01555/2022              | 1 540      | 52,7%          | 37,1%                                       | 5,7% | 4,5%  | 15,6%    |       |       |       |      |      |     |
| 21-24/10 | Quaest AM-09098/2022                        | 1 200      | 52%            | 39%                                         | 7%   | 3%    | 13%      |       |       |       |      |      |     |
| 22-26/10 | Eficaz AM-05916/2022                        | 2 116      | 51%            | 36,3%                                       | 9,8% | 2,9%  | 14,7%    |       |       |       |      |      |     |
| 25-27/10 | Veritá AM-06668/2022                        | 2 010      | 55,9%          | 33,6%                                       | 5,2% | 5,3%  | 22,3%    |       |       |       |      |      |     |
| 27-29/10 | IPEC AM-09712/2022                          | 800        | 49%            | 42%                                         | 8%   | 1%    | 7%       |       |       |       |      |      |     |

### Para senador
| Período     | Instituto                                   | Amostragem | Aziz (PSD) | Arthur (PSDB)      | Menezes (PL) | Castro (PDT) | Peter (Agir) | Marília (PSOL) | Bessa (Solidariedade) | B/N   | NS/NR | Vantagem |    |    |    |     |    |    |
| ----------- | ------------------------------------------- | ---------- | ---------- | ------------------ | ------------ | ------------ | ------------ | -------------- | --------------------- | ----- | ----- | -------- | -- | -- | -- | --- | -- | -- |
| Período     | Instituto                                   | Amostragem | 21-23/08   | IPEC AM-06012/2022 | 800          | 29%          | 25%          | 12%            | 8%                    | B/N   | NS/NR | Vantagem | 4% | 2% | 1% | 11% | 9% | 4% |
| 26-27/08    | Perspectiva Mercado e Opinião AM-07370/2022 | 1 500      | 28,3%      | 23,7%              | 12,6%        | 9,5%         | 0,7%         | 1,3%           | 0,3%                  | 12,5% | 11,2% | 4,6%     |    |    |    |     |    |    |
| 27/08-02/09 | Pontual Pesquisas AM-06508/2022             | 2 318      | 28,4%      | 25,4%              | 12,1%        | 4,5%         | 1%           | 3,3%           | 0,6%                  | 13%   | 11,7% | 3%       |    |    |    |     |    |    |
| 06-08/09    | Perspectiva Mercado e Opinião AM-02687/2022 | 1 500      | 28,4%      | 23%                | 17,2%        | 10,5%        | 0,7%         | 1,4%           | 0,4%                  | 9,1%  | 9,4%  | 5,4%     |    |    |    |     |    |    |
| 03-09/09    | Eficaz AM-09541/2022                        | 2 007      | 27,5%      | 23,1%              | 18,8%        | 6,5%         | 1,3%         | 1,9%           | 0,7%                  | 14,3% | 5,9%  | 4,4%     |    |    |    |     |    |    |
| 10-12/09    | RealTime Big Data AM-04749/2022             | 1 000      | 29%        | 22%                | 20%          | 5%           | 1%           | 2%             | 0%                    | 9%    | 12%   | 7%       |    |    |    |     |    |    |
| 07-11/09    | Quaest AM-08471/2022                        | 1 200      | 34%        | 21%                | 18%          | 5%           | 2%           | 3%             | 2%                    | 10%   | 5%    | 13%      |    |    |    |     |    |    |
| 14-16/09    | IPEC AM-01902/2022                          | 800        | 30%        | 23%                | 22%          | 5%           | 2%           | 2%             | 2%                    | 8%    | 6%    | 7%       |    |    |    |     |    |    |
| 18-20/09    | Perspectiva Mercado e Opinião AM-08091/2022 | 1 500      | 31,6%      | 20,3%              | 19,1%        | 8,9%         | 0,6%         | 3,9%           | 0,8%                  | 6%    | 8,7%  | 11,3%    |    |    |    |     |    |    |
| 19-25/09    | Pontual Pesquisas AM-04218/2022             | 1 996      | 32,1%      | 22,8%              | 19%          | 5,1%         | 0,8%         | 1,8%           | 0,7%                  | 8,1%  | 9,6%  | 9,3%     |    |    |    |     |    |    |
| 26-27/09    | RealTime Big Data AM-05256/2022             | 1 000      | 31%        | 22%                | 23%          | 6%           | 1%           | 1%             | 0%                    | 9%    | 7%    | 8%       |    |    |    |     |    |    |
| 27-29/09    | IPEC AM-08897/2022                          | 800        | 30%        | 21%                | 26%          | 7%           | 1%           | 2%             | 2%                    | 5%    | 6%    | 4%       |    |    |    |     |    |    |
| 22-27/09    | Pontual Pesquisas AM-06140/2022             | 1 996      | 33,2%      | 18,8%              | 22,9%        | 5,2%         | 0,4%         | 1,4%           | 0,5%                  | 7,3%  | 10,3% | 10,3%    |    |    |    |     |    |    |
| 28-30/09    | Perspectiva Mercado e Opinião AM-08083/2022 | 1 500      | 28%        | 14,9%              | 19,9%        | 6%           | 0,4%         | 1,4%           | 0,3%                  | 8,3%  | 20,8% | 8,1%     |    |    |    |     |    |    |

## Debates

### Para governador(a)

#### Primeiro Turno
| Data                   | Organizadores                                                         | Mediador             | Amazonino (Cidadania)   | Carol (PDT)             | Braga (MDB)             | Henrique (PODE)         | Tuyuka (PSOL)           | Nicolau (Solidariedade) | Wilson (UNIÃO)          | Blair (Agir)            |
| ---------------------- | --------------------------------------------------------------------- | -------------------- | ----------------------- | ----------------------- | ----------------------- | ----------------------- | ----------------------- | ----------------------- | ----------------------- | ----------------------- |
| 7 de agosto de 2022    | TV Bandeirantes Amazonas e BandNews FM Difusora                       | Neto Cavalcante      | Presente                | Presente                | Presente                | Presente                | Presente                | Presente                | Ausente                 | Não convidada           |
| 1º de setembro de 2022 | RecordNews Manaus                                                     | —                    | Cancelado pela emissora | Cancelado pela emissora | Cancelado pela emissora | Cancelado pela emissora | Cancelado pela emissora | Cancelado pela emissora | Cancelado pela emissora | Cancelado pela emissora |
| 20 de setembro de 2022 | CM7 Brasil                                                            | Carlos Tramontina    | Ausente                 | Presente                | Ausente                 | Presente                | Presente                | Presente                | Ausente                 | Não convidada           |
| 27 de setembro de 2022 | Rede Amazônica Manaus e G1 Amazonas                                   | José Roberto Burnier | Ausente                 | Presente                | Presente                | Presente                | Presente                | Presente                | Presente                | Não convidada           |
| 29 de setembro de 2022 | TV Norte Amazonas, Portal Norte de Notícias e Mais Brasil News Manaus | Márcia Dantas        | Ausente                 | Presente                | Presente                | Presente                | Presente                | Presente                | Ausente                 | Não convidada           |

#### Segundo turno
| Data                  | Organizadores                                   | Mediador             | Braga (MDB) | Wilson (UNIÃO) |
| --------------------- | ----------------------------------------------- | -------------------- | ----------- | -------------- |
| 10 de outubro de 2022 | TV Bandeirantes Amazonas e BandNews FM Difusora | Neto Cavalcante      | Presente    | Ausente        |
| 27 de outubro de 2022 | Rede Amazônica Manaus e G1 Amazonas             | José Roberto Burnier | Presente    | Ausente        |

### Para senador(a)
| Data                   | Organizadores                                                         | Mediador(a)        | Arthur (PSDB) | Bessa (Solidariedade) | Menezes (PL) | Castro (PDT) | Marília (PSOL) | Aziz (PSD) | Chico (Avante) | Peter (Agir)  |
| ---------------------- | --------------------------------------------------------------------- | ------------------ | ------------- | --------------------- | ------------ | ------------ | -------------- | ---------- | -------------- | ------------- |
| 29 de agosto de 2022   | BandNews FM Difusora                                                  | Rafael Campos      | Presente      | Presente              | Presente     | Presente     | Presente       | Presente   | Presente       | Não convidado |
| 1º de setembro de 2022 | TV Norte Amazonas, Portal Norte de Notícias e Mais Brasil News Manaus | Clayton Pascarelli | Presente      | Presente              | Presente     | Presente     | Presente       | Ausente    | Presente       | Presente      |
| 15 de setembro de 2022 | A Crítica                                                             | Isabella Pina      | Presente      | Presente              | Presente     | Presente     | Presente       | Presente   | Não convidado  | Presente      |

### Para vice-governador(a)
| Data                  | Organizadores                                                         | Mediador(a)        | Anne (Braga) | Michiles (Amazonino) | Machadão (Carol) | Balieiro (Nicolau) | Rita (Blair)  | Tadeu (Wilson) | Thomaz (Tuyuka) | Vera (Henrique) |
| --------------------- | --------------------------------------------------------------------- | ------------------ | ------------ | -------------------- | ---------------- | ------------------ | ------------- | -------------- | --------------- | --------------- |
| 30 de agosto de 2022  | A Crítica                                                             | Isabella Pina      | Ausente      | Ausente              | Presente         | Presente           | Presente      | Ausente        | Presente        | Renunciou       |
| 2 de setembro de 2022 | TV Norte Amazonas, Portal Norte de Notícias e Mais Brasil News Manaus | Clayton Pascarelli | Presente     | Presente             | Presente         | Presente           | Não convidada | Ausente        | Presente        | Renunciou       |

## Resultados

### Governador
| Candidato                | Candidato                       | Vice                      | Primeiro turno 2 de outubro de 2022 | Primeiro turno 2 de outubro de 2022 | Segundo turno 30 de outubro de 2022 | Segundo turno 30 de outubro de 2022 |
| Candidato                | Candidato                       | Vice                      | Total                               | Percentagem                         | Total                               | Percentagem                         |
| ------------------------ | ------------------------------- | ------------------------- | ----------------------------------- | ----------------------------------- | ----------------------------------- | ----------------------------------- |
|                          | Wilson Lima (UNIÃO)             | Tadeu de Souza (Avante)   | 819.784                             | 42,82%                              | 1.039.192                           | 56,65%                              |
|                          | Eduardo Braga (MDB)             | Anne Moura (PT)           | 401.817                             | 20.99%                              | 795.098                             | 43,35%                              |
|                          | Amazonino Mendes (Cidadania)    | Beto Michiles (PSDB)      | 355.377                             | 18,56%                              | Não participaram                    | Não participaram                    |
|                          | Ricardo Nicolau (Solidariedade) | Cristiane Balieiro (PSB)  | 217.588                             | 11,37%                              | Não participaram                    | Não participaram                    |
|                          | Carol Braz (PDT)                | Engenheiro Machadão (PDT) | 87.114                              | 4,55%                               | Não participaram                    | Não participaram                    |
|                          | Dr Israel Tuyuka (PSOL)         | Thomaz Barbosa (PSOL)     | 21.229                              | 1,11%                               | Não participaram                    | Não participaram                    |
|                          | Henrique Oliveira (PODE)        | Edward Malta (PROS)       | 9.596                               | 0,50%                               | Não participaram                    | Não participaram                    |
|                          | Nair Blair (Agir)               | Rita Nobre (Agir)         | 1.895                               | 0,10%                               | Não participaram                    | Não participaram                    |
| → Total de votos válidos | → Total de votos válidos        | → Total de votos válidos  | 1.914.400                           | 90,69%                              | 1.834.290                           | 88,82%                              |
| → Votos em branco        | → Votos em branco               | → Votos em branco         | 58.257                              | 2,76%                               | 72.907                              | 3,53%                               |
| → Votos nulos            | → Votos nulos                   | → Votos nulos             | 138.218                             | 6,55%                               | 157.882                             | 7,65%                               |
| Total                    | Total                           | Total                     | 2.110.875                           | 79,85%                              | 2.065.079                           | 78,11%                              |
| Abstenções               | Abstenções                      | Abstenções                | 532.612                             | 20,15%                              | 578.702                             | 21,89%                              |
| Eleitorado apto          | Eleitorado apto                 | Eleitorado apto           | 2.643.487                           | 2.643.487                           | 2.643.781                           | 2.643.781                           |

Gráfico em barra
| Partido | Partido       | Candidato | Votos     | Votos (%) |
| ------- | ------------- | --------- | --------- | --------- |
|         | UNIÃO         | Lima      | 819 784   | 42,82%    |
|         | MDB           | Braga     | 401 817   | 20,99%    |
|         | Cidadania     | Amazonino | 355 377   | 18,56%    |
|         | Solidariedade | Nicolau   | 217 588   | 11,37%    |
|         | PDT           | Braz      | 87 114    | 4,55%     |
|         | PSOL          | Tuyuka    | 21 229    | 1,11%     |
|         | PODE          | Henrique  | 9 596     | 0,5%      |
|         | Agir          | Blair     | 1 895     | 0,1%      |
| Totais  | Totais        | Totais    | 1 914 400 |           |
| Fonte:  |               |           |           |           |

| Partido | Partido | Candidato | Votos     | Votos (%) |
| ------- | ------- | --------- | --------- | --------- |
|         | UNIÃO   | Lima      | 1 039 192 | 56,65%    |
|         | MDB     | Braga     | 795 098   | 43,35%    |
| Totais  | Totais  | Totais    | 1 834 290 |           |
| Fonte:  |         |           |           |           |

### Senador
| Candidato(a)             | Candidato(a)             | Turno único 2 de outubro de 2022 | Turno único 2 de outubro de 2022 |
| Candidato(a)             | Candidato(a)             | Total                            | Percentagem                      |
| ------------------------ | ------------------------ | -------------------------------- | -------------------------------- |
|                          | Omar Aziz (PSD)          | 784.007                          | 41,42%                           |
|                          | Coronel Menezes (PL)     | 737.875                          | 38,98%                           |
|                          | Arthur Neto (PSDB)       | 179.886                          | 9,50%                            |
|                          | Luiz Castro (PDT)        | 131.116                          | 6,93%                            |
|                          | Marília Freire (PSOL)    | 28.557                           | 1,51%                            |
|                          | Bessa (Solidariedade)    | 17.339                           | 0,92%                            |
|                          | Chico Preto (Avante)     | 10.200                           | 0,54%                            |
|                          | Peter Miranda (Agir)     | 3.790                            | 0,20%                            |
| → Total de votos válidos | → Total de votos válidos | 1.892.770                        | 89,67%                           |
| → Votos em branco        | → Votos em branco        | 90.811                           | 4,30%                            |
| → Votos nulos            | → Votos nulos            | 127.294                          | 6,03%                            |
| Total                    | Total                    | 2.110.875                        | 79,85%                           |
| Abstenções               | Abstenções               | 532.612                          | 20,15%                           |
| Eleitorado apto          | Eleitorado apto          | 2.643.487                        | 2.643.487                        |

| Partido | Partido       | Candidato | Votos     | Votos (%) |
| ------- | ------------- | --------- | --------- | --------- |
|         | PSD           | Aziz      | 784 007   | 41,42%    |
|         | PL            | Menezes   | 737 875   | 38,98%    |
|         | PSDB          | Arthur    | 179 886   | 9,5%      |
|         | PDT           | Castro    | 131 116   | 6,93%     |
|         | PSOL          | Marília   | 28 557    | 1,51%     |
|         | Solidariedade | Bessa     | 17 339    | 0,92%     |
|         | Avante        | Chico     | 10 200    | 0,54%     |
|         | Agir          | Peter     | 3 790     | 0,2%      |
| Totais  | Totais        | Totais    | 1 892 770 |           |
| Fonte:  |               |           |           |           |

### Deputados federais eleitos
O Amazonas ocupou 8 das 513 cadeiras de deputado federal na Câmara dos Deputados do Brasil. Com a reforma política ocorrida em 2017, não houve coligações proporcionais, ou seja, os candidatos representaram unicamente suas siglas e elas elegeram suas bancadas individualmente.
| Candidato | Candidato            | Partido                              | Votos   | Cidade de origem | Unidade federativa |
| --------- | -------------------- | ------------------------------------ | ------- | ---------------- | ------------------ |
|           | Amom Mandel          | Cidadania (Federação PSDB Cidadania) | 288.555 | Recife           | Pernambuco         |
|           | Capitão Alberto Neto | PL                                   | 147.846 | Fortaleza        | Ceará              |
|           | Saullo Vianna        | UNIÃO                                | 127.287 | Manaus           | Amazonas           |
|           | Silas Câmara         | Republicanos                         | 125.068 | Rio Branco       | Acre               |
|           | Átila Lins           | PSD                                  | 102.401 | Manaus           | Amazonas           |
|           | Sidney Leite         | PSD                                  | 102.181 | Manaus           | Amazonas           |
|           | Adail Filho          | Republicanos                         | 90.028  | Manaus           | Amazonas           |
|           | Fausto Santos Jr     | UNIÃO                                | 87.876  | Manaus           | Amazonas           |

#### Resultados por partido
| Nº                     | Partido                                        | Votos populares | Votos populares | Vagas     | ±         |
| Nº                     | Partido                                        | Votos           | %               | Vagas     | ±         |
| ---------------------- | ---------------------------------------------- | --------------- | --------------- | --------- | --------- |
| 44                     | União Brasil (União)                           | 372.802         | 18,72%          | 2         | 1         |
| 55                     | Partido Social Democrático (PSD)               | 323.344         | 16,23%          | 2         | 1         |
| 23                     | Cidadania                                      | 314.223         | 15,78%          | 1         | 1         |
| 10                     | Republicanos                                   | 291.549         | 14,64%          | 2         | 1         |
| 22                     | Partido Liberal (PL)                           | 234.488         | 11,77%          | 1         | Estável   |
| 70                     | Avante                                         | 141.622         | 7,11%           | 0         | —         |
| 13                     | Partido dos Trabalhadores (PT)                 | 114.667         | 5,76%           | 0         | 1         |
| 65                     | Partido Comunista do Brasil (PCdoB)            | 37.795          | 1,9%            | 0         | —         |
| 15                     | Movimento Democrático Brasileiro (MDB)         | 37.668          | 1,89%           | 0         | —         |
| 18                     | Rede Sustentabilidade (REDE)                   | 28.096          | 1,41%           | 0         | —         |
| 51                     | Patriota                                       | 13.742          | 0,69%           | 0         | —         |
| 12                     | Partido Democrático Trabalhista (PDT)          | 12.234          | 0,61%           | 0         | —         |
| 20                     | Partido Social Cristão (PSC)                   | 11.926          | 0,6%            | 0         | —         |
| 45                     | Partido da Social Democracia Brasileira (PSDB) | 9.506           | 0,48%           | 0         | —         |
| 77                     | Solidariedade                                  | 7.294           | 0,37%           | 0         | 1         |
| 14                     | Partido Trabalhista Brasileiro (PTB)           | 5.186           | 0,26%           | 0         | —         |
| 33                     | Partido da Mobilização Nacional (PMN)          | 4.735           | 0,24%           | 0         | —         |
| 40                     | Partido Socialista Brasileiro (PSB)            | 3.368           | 0,17%           | 0         | —         |
| 27                     | Democracia Cristã (DC)                         | 2.552           | 0,13%           | 0         | —         |
| 50                     | Partido Socialismo e Liberdade (PSOL)          | 2.464           | 0,12%           | 0         | —         |
| Total de votos válidos | Total de votos válidos                         | 1.991.796       | 94,36%          | 8         | 8         |
| → Votos em branco      | → Votos em branco                              | 67.701          | 3,21%           | 8         | 8         |
| → Votos nulos          | → Votos nulos                                  | 51.378          | 2,43%           | 8         | 8         |
| Total de votos         | Total de votos                                 | 2.110.875       | 79,85%          | 8         | 8         |
| Abstenções             | Abstenções                                     | 532.612         | 20,15%          | 8         | 8         |
| Eleitorado apto        | Eleitorado apto                                | 2.643.487       | 2.643.487       | 2.643.487 | 2.643.487 |
| Fonte:                 |                                                |                 |                 |           |           |

### Deputados estaduais eleitos
Os candidatos eleitos ocuparam 24 cadeiras de deputado estadual na Assembleia Legislativa do Amazonas. Da mesma forma que nas eleições para deputados federais, não houve coligações proporcionais.
| Candidato(a) | Candidato(a)       | Partido      | Votos   | Cidade de origem | Unidade federativa  |
| ------------ | ------------------ | ------------ | ------- | ---------------- | ------------------- |
|              | Roberto Cidade     | UNIÃO        | 105.510 | Manaus           | Amazonas            |
|              | Joana Darc         | UNIÃO        | 87.182  | Manaus           | Amazonas            |
|              | Felipe Souza       | Patriota     | 50.454  | Manaus           | Amazonas            |
|              | Alessandra Campelo | PSC          | 48.533  | Manaus           | Amazonas            |
|              | Abdala Fraxe       | Avante       | 46.287  | Boa Vista        | Roraima             |
|              | João Luiz          | Republicanos | 44.940  | Rio de Janeiro   | Rio de Janeiro      |
|              | Dr. George Lins    | UNIÃO        | 44.520  | Manaus           | Amazonas            |
|              | Professor Sinésio  | PT           | 38.482  | Santarém         | Pará                |
|              | Carlinhos Bessa    | PV           | 37.131  | Tefé             | Amazonas            |
|              | Cristiano D'Ângelo | MDB          | 36.658  | Manacapuru       | Amazonas            |
|              | Cabo Maciel        | PL           | 35.853  | Humaitá          | Amazonas            |
|              | Daniel Almeida     | Avante       | 35.755  | Manaus           | Amazonas            |
|              | Mayra Dias         | Avante       | 34.563  | Itacoatiara      | Amazonas            |
|              | Débora Menezes     | PL           | 32.406  | Taubaté          | São Paulo           |
|              | Thiago Abrahim     | UNIÃO        | 31.731  | Manaus           | Amazonas            |
|              | Dra. Mayara        | Republicanos | 29.970  | Manaus           | Amazonas            |
|              | Dr. Gomes          | PSC          | 26.941  | Cruzeiro do Sul  | Acre                |
|              | Adjuto Afonso      | UNIÃO        | 26.341  | Manaus           | Amazonas            |
|              | Delegado Pericles  | PL           | 24.715  | Manaus           | Amazonas            |
|              | Wilker Barreto     | Cidadania    | 24.134  | Manaus           | Amazonas            |
|              | Mário César Filho  | UNIÃO        | 22.309  | Parnamirim       | Rio Grande do Norte |
|              | Comandante Dan     | PSC          | 21.770  | Rio Branco       | Acre                |
|              | Rozenha            | PMB          | 20.876  | Porto Velho      | Rondônia            |
|              | Wanderley Monteiro | Avante       | 17.787  | Manaus           | Amazonas            |

#### Resultados por partido
|                        |                                                |                 |                 |           |           |
| Nº                     | Partido                                        | Votos populares | Votos populares | Vagas     | ±         |
| Nº                     | Partido                                        | Votos           | %               | Vagas     | ±         |
| 44                     | União Brasil (União)                           | 397.540         | 20,16%          | 6         | 1         |
| 70                     | Avante                                         | 253.980         | 12,88%          | 4         | 3         |
| 20                     | Partido Social Cristão (PSC)                   | 199.005         | 10,09%          | 3         | 1         |
| 22                     | Partido Liberal (PL)                           | 183.186         | 9,29%           | 3         | 1         |
| 10                     | Republicanos                                   | 161.512         | 8,19%           | 2         | 1         |
| 15                     | Movimento Democrático Brasileiro (MDB)         | 111.311         | 5,64%           | 1         | 1         |
| 51                     | Patriota                                       | 110.871         | 5,62%           | 1         | Estável   |
| 35                     | Partido da Mulher Brasileira (PMB)             | 84.264          | 4,27%           | 1         | 1         |
| 13                     | Partido dos Trabalhadores (PT)                 | 74.473          | 3,78%           | 1         | Estável   |
| 43                     | Partido Verde (PV)                             | 64.001          | 3,25%           | 1         | 1         |
| 40                     | Partido Socialista Brasileiro (PSB)            | 63.888          | 3,24%           | 0         | 1         |
| 33                     | Partido da Mobilização Nacional (PMN)          | 58.242          | 2,95%           | 0         | —         |
| 23                     | Cidadania                                      | 41.145          | 2,09%           | 1         | Estável   |
| 45                     | Partido da Social Democracia Brasileira (PSDB) | 35.806          | 1,82%           | 0         | —         |
| 77                     | Solidariedade                                  | 34.140          | 1,73%           | 0         | 1         |
| 27                     | Democracia Cristã (DC)                         | 25.129          | 1,27%           | 0         | —         |
| 65                     | Partido Comunista do Brasil (PCdoB)            | 21.753          | 1,1%            | 0         | —         |
| 12                     | Partido Democrático Trabalhista (PDT)          | 20.479          | 1,04%           | 0         | —         |
| 90                     | Partido Republicano da Ordem Social (PROS)     | 15.975          | 0,81%           | 0         | —         |
| 50                     | Partido Socialismo e Liberdade (PSOL)          | 3.995           | 0,2%            | 0         | —         |
| Total de votos válidos | Total de votos válidos                         | 1.972.089       | 93,43%          | 24        | 24        |
| → Votos em branco      | → Votos em branco                              | 63.514          | 3,00%           | 24        | 24        |
| → Votos nulos          | → Votos nulos                                  | 75.272          | 3,57%           | 24        | 24        |
| Total de votos         | Total de votos                                 | 2.110.875       | 79,85%          | 24        | 24        |
| Abstenções             | Abstenções                                     | 532.612         | 20,15%          | 24        | 24        |
| Eleitorado apto        | Eleitorado apto                                | 2.643.487       | 2.643.487       | 2.643.487 | 2.643.487 |
| Fonte:                 |                                                |                 |                 |           |           |